# Kristen Mann
Kristen Cherie Mann (* 10. August 1983 in Lakewood, Kalifornien, Vereinigte Staaten) ist eine professionelle Basketball-Spielerin. Zurzeit spielt sie für die Atlanta Dream in der Women’s National Basketball Association als Small Forward.

## Leben
Mann wurde am 10. August 1983 in Lakewood (Kalifornien) geboren und ist die Tochter von Kathy Deeds und Gene Mann. Sie hat zwei Brüder, Mack und Guy, und eine Schwester, Payton, die alle jünger sind als sie. Sie besuchte die Foothill High School und spielte sowohl Basketball als auch Softball. Sie spielte erste und dritte Base für ihr Highschool-Softballteam, und die Foothill Knights gewannen im Jahr 2000 den Staats- und den nationalen Titel. Im Basketball hält sie 25 Schulrekorde und war eine Nike All-American.

## Karriere

### College
Mann spielte als Small Forward bis 2005 für das Damen-Basketballteam der University of California, Santa Barbara.

### Women’s National Basketball Association
Kristen Mann wurde im WNBA Draft 2005 von den Minnesota Lynx an der elften Stelle ausgewählt. In ihrer ersten Saison in der WNBA kam sie auf 3 Punkte und 7,7 Minuten pro Spiel. In der Saison 2006 schaffte sie den Sprung in die Startformation der Lynx. In dieser Saison kam sie auf 7,4 Punkte, 3,4 Rebounds, und 2,8 Assists pro Spiel. In der Saison 2007 war sie in 17 von 34 Spielen in der Startformation der Lynx. Des Weiteren konnte sie ihren Punkte- (7,6 Punkte pro Spiel) und Reboundschnitt (3,6 Rebounds pro Spiel) weiter verbessern.
In der Saison 2008 traten die Atlanta Dream der WNBA bei und im Expansion Draft entschied sich Atlanta unter anderem für Mann, die somit seit der Saison 2008 für die Atlanta Dream spielt.